# Leuctra helenae
Leuctra helenae är en bäcksländeart som beskrevs av Braasch 1972. Leuctra helenae ingår i släktet Leuctra och familjen smalbäcksländor. Inga underarter finns listade i Catalogue of Life.